# 长安通
长安通是西安通用的電子收費系統。长安通于2009年12月1日正式启用，主要用来替代原有的“西安公共交通卡”，在公交、地铁等公共交通工具上使用，后来也逐渐扩展到其他行业的小额消费领域。目前，长安通卡可在邮政便民驿站、怡康医药、古都早餐等12家零售商的600多个销售网点使用，还可用于缴纳水气热费。

## 历史
- 2008年12月18日，西安城市一卡通有限责任公司成立；公司经西安市人民政府批准特许经营西安城市一卡通，并独家拥有西安市城市建设事业IC卡密钥的管理和使用权。

- 2009年7月28日，西安城市一卡通“城市主密钥”生成。
  - 9月7日，西安城市一卡通卡片定名为“长安通”，标识为体现地方元素的大雁塔和“长安卡”汉字拼音首位字母组合的艺术图案。
  - 10月12日，“长安通”卡代售充值网点合作协议签署；建设银行陕西省分行、西安市商业银行将分别建立70个和50个长安通卡业务网点。
  - 12月1日，“长安通”正式发行。

- 2010年4月1日，邮政便民驿站的“长安通”小额消费网点增至55家。
  - 9月1日，长安通公交老年卡正式发行。
  - 12月31日，长安通卡在西安亚辉出租汽车公司的337辆出租汽车上实现刷卡应用。

- 2011年3月25日，西安城市一卡通系统建设项目通过住房和城乡建设部IC卡应用服务中心技术监管验收。
  - 4月25日，与中国电信西安分公司合作，发行“天翼长安通卡”。
  - 5月27日，与古都华天放心早餐公司合作，开通首批107家放心早餐刷卡网点。
  - 6月1日，原公交学生卡升级更名为“长安通学生卡”正式启动。

- 2016年12月，西安城市一卡通公司和咸阳城市一卡通公司联合发行“长安通·咸阳”卡。

- 2017年11月3日，西安城市一卡通公司正式发行互联互通卡，可以在西安市的11条公交线路和地铁上使用。除此之外，在加入“交通联合”的城市也可以在乘坐公交、地铁等时使用。
- 2020年12月20日，长安通正式上线Apple Pay。[1]

## 使用方法
长安通卡的充值为10元的整数倍，卡内余额最多不超过1000元人民币。

## 种类及形式
| 種類                 | 顏色       | 售價     | 使用規則 |
| -------------------- | ---------- | -------- | --- |
| 出租版普通卡         | -          | ¥22      | 适用于外地游客和短期出差者。起租时预收租金RMB¥22元/卡，月租金为RMB¥0.50元/卡，年租金RMB¥6元/卡；从租卡次月起计提租金，剩余金额退卡时退还租卡人。如果租期满44个月(RMB¥22元租金用完)后，卡片归持卡人所有。 |
| 首发纪念卡(停止发行) | -          | ¥22      | - |
| 销售版普通卡         | 红         | ¥18^     | 適合於任何人士使用。并享受西安地铁车票9折优惠 |
| 限量版纪念卡         | 因主题而定 | ￥50/100 | 同普通卡。 |
| 老年卡               | -          | ¥10/年＃ | 适用年龄70岁及以上拥有西安市户籍的长者。持老年卡可免费乘坐西安市所有刷卡公交和在非高峰期免费乘坐西安地铁（高峰时段指早上7：00－9：00和下午17：00 －19：00）。                                            |
| 学生卡               | 橙         | ¥18^     | 持学生卡可享受西安地铁5折优惠、刷卡公交车3折优惠。 |
| 天翼长安通卡         | -          | -        | - |

^：虽然卡费为18元，但办卡时需要缴纳50元，剩余32元作为卡内初始金额使用。
＃：老年卡领取免费，但每年必须缴纳10元管理费，否则不能作为免费卡使用。

## 參看
- 西安地铁
- 同類電子貨幣
  - 八達通（香港）
  - 悠遊卡（台北）
  - 金陵通（南京）
  - 羊城通（廣州）
  - 深圳通（深圳）
  - 上海公共交通卡（上海）
  - 北京市政交通一卡通（北京）
  - 天津城市一卡通（天津）
  - 澳門通（澳門）
  - 易通卡（eZLink）（新加坡）
  - T-money（首爾）
  - Oyster卡（倫敦）
  - Navigo Pass （巴黎）
  - Suica（日本東京首都圈）
  - Myki（墨尔本）

## 外部連結
西安新闻网 （页面存档备份，存于）